# Plebejus badachshana
Plebejus badachshana är en fjärilsart som beskrevs av Forster 1972. Plebejus badachshana ingår i släktet Plebejus och familjen juvelvingar. Inga underarter finns listade i Catalogue of Life.